# 曲独楽
曲独楽（きょくごま）とは、独楽を使った曲芸。独楽の曲芸の元となった流れは、大きく分けて3種類ある。
1. 宗教儀式
2. 大衆演芸
3. 富山の薬売り・香具師の商売上の方便

以下は　おもに2の項目に対しての記入である

## 概要
このような大衆的日本の芸能の特徴として挙げられるのは、芸の発生の細かい記録がとられていない点である。原因としては芸にたずさわる人間が、文字を読み書き出来なかったことがあげられる
実際他人の目に触れて芸人らしい記述が登場するのは1600年代のことである。
名古屋城の襖絵にも、城下町の賑わいを残した描写の中に「風車」という曲目を演技中の曲独楽師の姿がある。

## 宗教儀式としての曲独楽
これは神前奉納や寺の信仰の普及のために、神主や僧が貴人たちの前で曲芸を演じてきた流れであり、中国・朝鮮の影響が強く感じられるものである。現在でも「伊勢大神楽」「早池峰神楽」などは昔の形を踏襲している。
現在のように流派的な芸の細かい記述と考え方が生ずるのは、興行的成功があった文化・文政期以降の近代になってからである。文字の普及がすすみ、文化の中心地江戸において小屋がけの興行が認められ、芸人が専門化し始める。芸人に役所発行の鑑札が出されたのは、大岡越前が13種の芸を指定しその元締めとして、浅草田原町に住む曲独楽師「松井源水」に統括を命じたことによる。芸人達は、芸の記述や跡取りの報告など細かに記載し、今に残っている。役人の情報源の見返りとして、各地を旅し興行する権利を得たのである。この方法は幕府の弱体化とともに、自然消滅、あとは偽芸の氾濫と欧米サーカスに圧されて人々の興味が無くなっていく。あげくには米国人興行師に契約金を騙し盗られてニューヨークで路頭に迷う始末であった。のちの公演は成功したものもあるが、多くはちょん髷とロングスカートのおかしなうなり声をあげる、奇妙な団体としての感想が現地新聞記事の大半を占める。
遠くイギリスで没した松井流曲独楽師は欧米を回って成功した人だが、日本に帰れず病没。近代になって無縁仏の墓のひとつが松井流曲独楽師のものであると分かった。